# Phantom Doctrine
Phantom Doctrine — пошаговая тактическая компьютерная игра, разработанная польской студией CreativeForge Games и выпущенная компанией Good Shepherd Entertainment для PlayStation 4, Xbox One, Nintendo Switch и Microsoft Windows в 2018 году. Действие игры происходит во время Холодной войны, в 1983 году; игрок управляет секретной организацией, пытающейся раскрыть глобальный заговор и предотвратить новую мировую войну.
Геймплей Phantom Doctrine схож с играми серии X-COM: в стратегическом режиме игрок должен следить за событиями на карте мира, расширять агентурную сеть и реагировать на угрозы, в то время как в тактическом непосредственно управляет группой от двух до семи агентов в пошаговых сражениях. Особенностью Phantom Doctrine, в отличие от многих подобных игр, является отсутствие элемента случайности в боях. Игра получила смешанные отзывы критиков: обозреватели называли Phantom Doctrine новым словом в жанре, отмечая её тактическую глубину и атмосферу шпионского триллера, но при этом отмечали высокую сложность и проблемы с балансом.

## Об игре
В игре игрок управляет секретной организацией КГБ или ЦРУ (в начале игры нужно выбрать одну из сторон). Сама игра разделена на три игровые режима. Первый - режим базы. Здесь игрок выполняет управленческие действия: нанимает и увольняет секретных агентов, вооружает агентов оружием, броней, гранатами, аптечкой, покупает или продает оружие и бронежилеты, улучшает комнаты, которые есть в штабе или строит новые комнаты, также проводит исследования, которые дают игроку различные бонусы, назначает агентов на рабочие места в разные комнаты: аналитический центр, мастерская, цех изготовления поделок, пункт связи. Нужно отправлять агентов в центр физического подготовки чтобы улучшить их навыки. По мере прохождения игры агенты героя будут получать опыт, а потом смогут улучшать своих характеристики и навыки (смогут использовать разное оружие, также некоторые навыки очень помогут: навык «самообладание» увеличивает скорость восстановления внимания, навык «мастер рукопашного боя» позволяет агенту тратить меньше очков внимания, если он будет вырубать противников, навык «быстрое перемещение» увеличивает дальность хода агента, навык «выживший» делает так, что если агента критически ранили то он умрет от кровотечения позже, чем другие агенты без этого навыка. В игре есть и другие полезные навыки.)
Необходимо также назначать агентов в мастерскую, чтобы они создавали гранаты или глушители. Очень важным занятием в игре является рассекречивание секретных документов. Чтобы это произошло, агент или агенты сначала должны рассекретить информацию (фотографии, отчеты, документы и так далее) которую игрок добыл, выполняя тактические миссии, допросив вражеского агента, перехватив радио сигнал. Когда игрок добыл информацию, в аналитическом центре он открывает дело, которое нужно рассекретить с помощью подсказок, которые появятся на экране, устанавливает связь между документами и отчетами. Когда игрок полностью соединил всю информацию, которая у него есть, тот раскрывает дело, и получает вознаграждение, например торговые контракты (которые дают возможность покупать или продавать оружие), новых агентов, которых можно нанять, новые химические элементы, новые секретные дела, которое необходимо раскрыть. Также в управленческие действия входит отправка агентов в центр физического подготовки, где игрок выбирает, какие характеристики нужно улучшить агентам.
Еще у игрока есть возможность перенести свою базу (если есть достаточно для этого денег). Рано или поздно игроку придется переехать в другой город (в другую страну), по причине того, что вражеская секретная организация "Наблюдатель" (это произойдет вне зависимости от действий игрока) раскроет место расположения секретной базы игрока, и чтобы игрок не проиграл в неравной битве (если у игрока достаточно денег, когда Наблюдатель нападает на рассекреченную базу, то у игрока забирают часть денег, которые у него есть и рассекречивают некоторых агентов, после этого база переносится в другой город). Если у игрока нет денег для переезда (в другой город и страну) и Наблюдатель напал, то будет тактическая битва между агентами игрока и превосходящими по численности агентами организации Наблюдатель. Второй игровой режим происходит на глобальной карте где игрок видит разные города разных стран. Для успеха выполнения миссии игроку нужно отправлять агентов в города с подозрительной деятельностью врага (если игрок не будет это делать, то уровень угрозы будет расти).
После того как агент пресёк подозрительную деятельность врага в городе, его можно отправить в штаб или оставить там же, для того, чтобы игрок мог быстрее отправить агента на аналогичное задание в город неподалёку. Когда игрок прекратит подозрительную деятельность врага на карте, то в городе, где была прекращена деятельность, может иногда появиться информатор, который полезен для игрока тем, что через определенное время работы на игрока он может дать игроку информацию об агенте (которого можно нанять), или кусочек информации которая поможет раскрыть дело. Так же, иногда информатора может попытаться убить вражеская организация, за игроком выбор—он может спасти информатора (тогда он как агент присоединиться к секретной организации игрока), либо бросить на произвол судьбы (тогда информатора убьют).
По мере прохождения игры, на глобальной карте могут появляться сюжетные миссии которые нужно выполнить. Игрок может отправлять группу агентов для выполнения задания не сразу (игра создана так что можно не спешить с этим действием). Если игрок рассекретил документы в аналитическом центре, иногда может появиться задание уничтожить вражескую ячейку которая становится видна на карте. Игроку следует сделать это как можно быстрее, так как чем дольше она существует, тем выше уровень угрозы и возможность врага напасть на штаб квартиру игрока. Кроме ячейки иногда появляются задания поймать и обезвредить вражеских агентов. Во время тактического задания можно найти важные секретные документы. Третий игровой режим происходит во время тактических операций когда игрок проходит миссии "уничтожить вражеского агента", "спасти информатора", "пройти сюжетное задание". Во время тактических миссий игрок управляет группой агентов (в начале их двое, по мере прохождения игры и исследований, их может быть до семи) этим агентам игрок отдает разные приказы. Перед боем игрок экипирует своих агентов в зависимости от стиля прохождения: можно надеть на своих агентов бронежилеты которые не привлекают внимания и пройти миссию скрыто, а можно надеть бронежилеты которые хорошо защищают агента, но тогда как только его заметят полицейский или гражданский - поднимется тревога. Чтобы облегчить себе тактическое задание, желательно выключить камеры наблюдения, которые находятся в здании где находится вражеский агент, и в соседних зданиях. Во время тактической миссии игрок может найти секретные документы которые хранятся в некоторых комнатах. Так же перед началом тактического задания одного агента, знающего язык страны, в которой проходит тактическая операция, можно замаскировать под гражданского и тогда он может свободно передвигаться по всей территории противника.
Если игрок выбрал скрытый способ прохождения он может отдавать приказы агентам вырубать (ударить и лишить сознания): гражданских, полицейских, солдат или вражеских агентов. Вырубить агент может только при условии что у него больше здоровья чем у врага. Также можно избавляться от трупов или просто оглушенных людей, но на этого у агента расходуется внимание, которое необходимо для всех специальных действий: вырубить врага или открыть дверь отмычкой. Во время прохождения тактической миссии игрок видит что вся территория карты тактической миссии поделена на зоны: красную зону и зону без цвета. Если игрок приказывает агентам передвигаться по зоне без цвета, тогда полицейские и гражданские не будут поднимать тревогу, если увидят там агентов игрока, но если игрок отправил агента (не замаскированного) в красную зону и его увидит гражданский или полицейский - будет тревога. Если игрок во время тактического задания вырубил или убил много: солдат и полицейских, то оставшиеся силы безопасности включат тревогу и через как то время на карте появятся очень много солдат, еще силы безопасности попытаются включить камеры, которые игрок раньше выключил.
После успешного завершения тактического задания игрока ждут разные бонусы от больших до маленьких, в зависимости от сложности задания. Вознаграждения могут быть такими: новый потенциальный агент, которого можно нанять, редкий химический элемент для комнаты, центр физического подготовки, оружие и броня, торговые контракты, которые помогут покупать и продавать оружие, бронежилеты, аптечки, кусочек информации секретного дела или новое секретное дело. Еще во время тактического задания могут быть пойманы, а после этого допрошены на базе игрока вражеские агенты. Когда допрос над вражеским агентом будет закончен, игрок может получить нового потенциального агента, которого можно нанять, кусочек информации секретного дела или новое секретное дело.

## Историческая основа
В сюжет игры вплетен ряд исторических событий, произошедших в 1983 году. Всем событиям дана конспирологическая трактовка.
- Ядерные испытания в Пакистане
- Нападение смертника на посольство США в Бейруте[англ.]
- Катастрофа на советской подводной лодке К-429
- Сбитие советским истребителем южнокорейского Боинга
- Вторжение США на Гренаду

## Разработка
В августе 2017 года студия CreativeForge Games сделала на gamescom (ежегодной международной выставки компьютерных игр) объявление что в данный момент студия создает игру, названия самой игры Phantom Doctrine, жанр игры тактическая стратегия. Еще было объявлено что издателем игры будет компания Good Shepherd Entertainment. У студии CreativeForge Games есть опыт в создании игр в жанре тактическая стратегия, эта студия создала игру Hard West, эта игра была успешной и получила хвалебные отзывы от критиков и игроков. Студия CreativeForge Games объявила что игра Phantom Doctrine выйдет в 2018 году. В июле 2018 года разработчики объявили точную дату выхода игры 14 августа 2018 года, в эту дату игра вышла.

## Критика и отзывы
| Сводный рейтинг       | Сводный рейтинг                 |
| Агрегатор             | Оценка                          |
| --------------------- | ------------------------------- |
| GameRankings          | - 74,80 % (PS4) - 69,58 % (PC)  |
| Metacritic            | 73/100 (Win, PS4) 67/100 (XONE) |
| «Критиканство»        | 75/100                          |
| Иноязычные издания    |                                 |
| Издание               | Оценка                          |
| GameSpot              | 9/10                            |
| IGN                   | 7,4/10                          |
| Русскоязычные издания |                                 |
| Издание               | Оценка                          |
| Riot Pixels           | 70 %                            |
| «Игромания»           | 7,0/10                          |
| «Игры Mail.ru»        | 7,5/10                          |
| «Канобу»              | 7/10                            |

Игра получила положительные отзывы.
Strategy Gamer — 10/10
The Games Machine — 9,2/10
PC Games — 8,3/10
TheSixthAxis — 8/10
Wccftech — 7,7/10
PlayStation Universe — 7,5/10
God is a Geek — 7,5/10
PCGamesN — 7/10
Push Square — 7/10
Trusted Reviews — 6/10
Game Watcher — 6/10